# 三育学院短期大学
三育学院短期大学（さんいくがくいんたんきだいがく、英語: San-iku Gakuin Junior College）は、千葉県夷隅郡大多喜町に本部を置いていた日本の私立短期大学である。1971年に設置され、2017年に廃止された。大学の略称はSGC。

## 概観

### 大学全体
- 千葉県夷隅郡大多喜町に所在した日本の私立短期大学で、設置主体は学校法人三育学院。キリスト教プロテスタントの一派セブンスデー・アドベンチスト教会を母体とする。
- 1971年に開学し、当初は1学科体制だった。1987年度より2学科体制となるも2008年度より1学科体制に縮小。
- 2014年度の入学生を最後に[注釈 2]、短期大学としての使命を終える[注釈 3]

### 建学の精神（校訓・理念・学是）
- 三育学院短期大学における建学の理念は「知育・徳育・体育」となっていた[注釈 4]。

### 教育および研究
- 三育学院短期大学にある英語コミュニケーション学科では、英語をコミュニケーション手段とする能力を育成するというねらいがあり、海外留学や海外の大学への編入学対策に力をいれていた。2004年度より新プログラムを実施していた。看護学科では、キリスト教をベースとした心のケアをしようとしていた。臨地実習先として東京都杉並区の東京衛生アドベンチスト病院・三鷹市の長谷川病院・市原市の千葉県循環器病センター・鴨川市の亀田総合病院などがあった。

### 学風および特色
- 詳細は右記資料を参照のこと[注釈 4]。

## 沿革
- 1898年

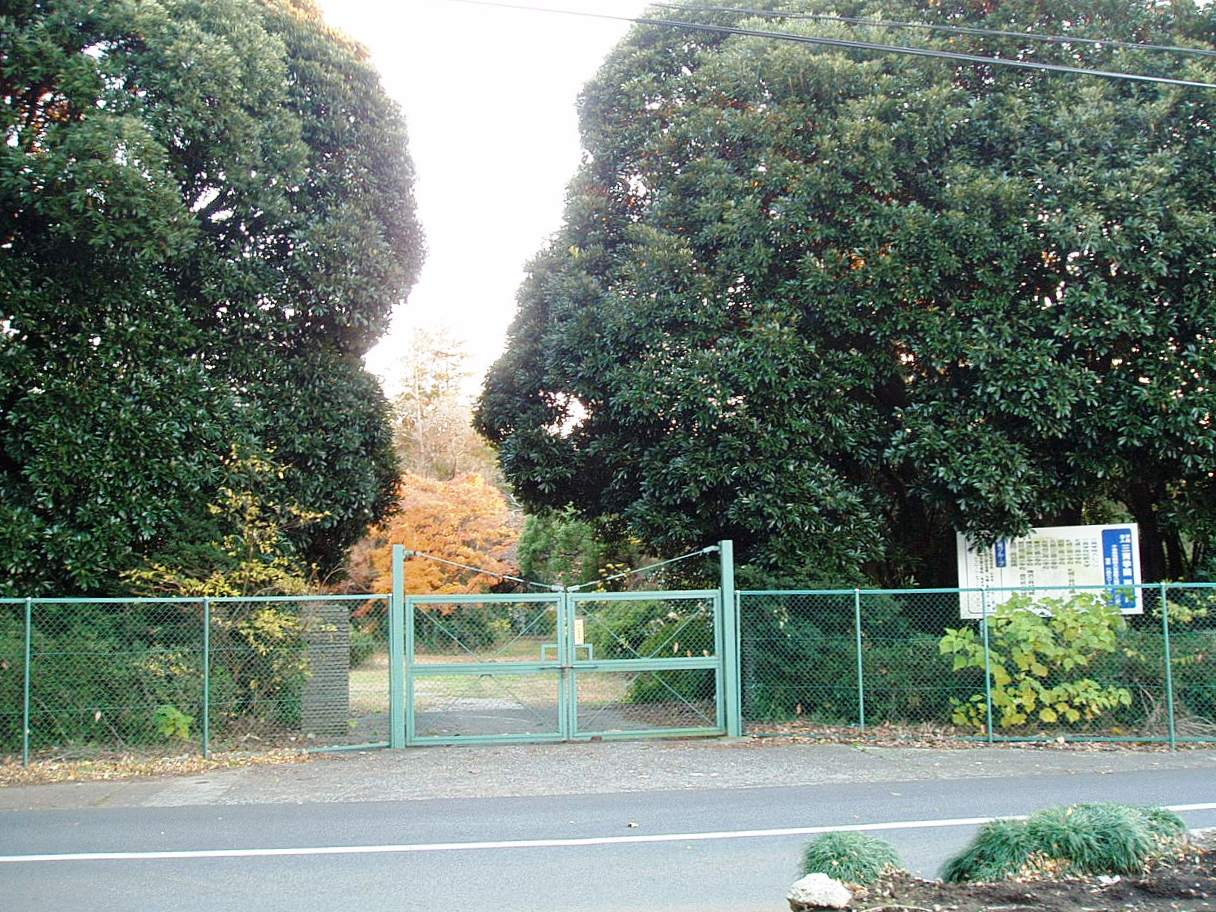
旧・袖ケ浦キャンパス（2012年12月）

  - キリスト教宣教師 W.C グレンジャーにより、東京麻布に芝和英聖書学校を開設。
- 1926年
  - 千葉県君津郡神納村（現・袖ケ浦市）に移転。日本三育学院と改称。
- 1971年
  - 1月27日 左記を以て文部省[注 2]より短期大学の設置が認可される[6]。
  - 4月1日 三育学院短期大学が以下の学科体制にて開学[7]。
    - 英語学科 入学定員60名[注 3]

  - 5月1日 学生数[9]/定員
    - 英語学科 38[注 4]/60
- 1972年
  - 5月1日 学生数[10]/定員
    - 英語学科 34[注 5]/120
- 1978年
  - 千葉県夷隅郡大多喜町に移転[11]。
- 1985年
  - 5月1日 学生数[12]/定員
    - 英語学科 93[注 6]/120
- 1986年
  - 5月1日 学生数[13]/定員
    - 英語学科 98[注 7]/120
- 1987年
  - 4月1日 以下の学科を増設する[注 8]。
    - 看護学科 入学定員40名[注 9]

  - 5月1日 学生数[22]/定員
    - 英語学科 120[注 10]/100
    - 看護学科 50[注釈 5]/40
- 1988年
  - 5月1日 学生数[23]/定員
    - 英語学科 124[注釈 6]/80
    - 看護学科 98[注釈 5]/80
- 1989年
  - 5月1日 学生数[24]/定員
    - 英語学科 128[注釈 6]/80
    - 看護学科 146[注 11]/120
- 1991年
  - 4月1日 英語学科の入学定員を40→70に増員[注 12]。
  - 5月1日 学生数[29]/定員
    - 英語学科 157[注 13]/110
    - 看護学科 147[注釈 7]/120
- 1992年
  - 5月1日 学生数[注 14]/定員
    - 英語学科 174[注釈 8]/140
    - 看護学科 146[注釈 7]/120
- 1995年
  - 4月1日 看護学科の入学定員を40[注 15]→60に増員[注 16]。
  - 5月1日 学生数[36]/定員
    - 英語学科 124[注釈 8]/140
    - 看護学科 158[注 17]/140
- 1996年
  - 5月1日 学生数[37]/定員
    - 英語学科 94[注釈 8]/140
    - 看護学科 177[注釈 9]/160
- 1997年
  - 5月1日 学生数[38]/定員
    - 英語学科 80[注 18]/140
    - 看護学科 199[注釈 9]/180
- 1999年
  - 4月1日 英語学科を英語コミュニケーション学科に改称[39]
  - 5月1日 学生数[40]/定員
    - 英語コミュニケーション学科 20[注 19]/140
      - 英語学科 20[注 20]/70

    - 看護学科 200[注 21]/180
- 2000年
  - 4月1日 英語コミュニケーション学科の入学定員を70→40に減員[注 22]。
- 2004年
  - 4月1日 専攻科の設置が認められ、以下の課程を設ける[注 23]。
    - 地域看護学専攻 入学定員25名[注 24]
- 2007年
  - 4月1日 以下の学科については、この年度で学生募集を最終とする[注 25]。
    - 看護学科[注 26]
- 2009年
  - 最寄りの久我原駅のネーミングライツを購入する。しかし駅の利用者は僅少であった。
- 2010年
  - 4月1日 英語コミュニケーション学科の入学定員を40→20に減員[注 27]。
- 2014年
  - 4月1日 この年度で短期大学としての学生募集を最終とする[注釈 2]。
- 2017年
  - 4月19日 左記をもって正式に廃止となる[注釈 3]。

## 基礎データ

### 所在地
- 千葉県夷隅郡大多喜町久我原1500[注釈 1]

### 当時の交通アクセス
- いすみ鉄道いすみ線久我原駅。

### 象徴
- 三育学院短期大学のカレッジマークはキリスト教をイメージした十字架が中央部分に描かれていた[注釈 4]。

## 教育および研究

### 組織

#### 学科
- 英語コミュニケーション学科 入学定員20名[注 28]
- 看護学科 入学定員60名[注 29]

#### 専攻科
- 地域看護学専攻 入学定員25名[注 30]

#### 別科
- なし

##### 取得資格について
- 看護学科では看護師受験資格が取得できるようになっていた[注 31]。なお、専攻科修了時には、保健師受験資格ほか申請により養護教諭二種免許状も取得できた。
- 英語コミュニケーション学科には、かつて中学校教諭二種免許状（英語）の課程もあった[注 32]。

#### 附属機関
- 東京衛生アドベンチスト病院
- 神戸アドベンチスト病院
- アドベンチストメディカルセンター（沖縄）

### 研究
- 『三育学院短期大学紀要』[63]

## 学生生活

### 学園祭
- 三育学院短期大学の学園祭は「三育祭」と呼ばれ毎年、概ね10月に行なわれていた。

## 大学関係者と組織

### 大学関係者組織
- 三育学院短期大学同窓会組織がある。

## 施設

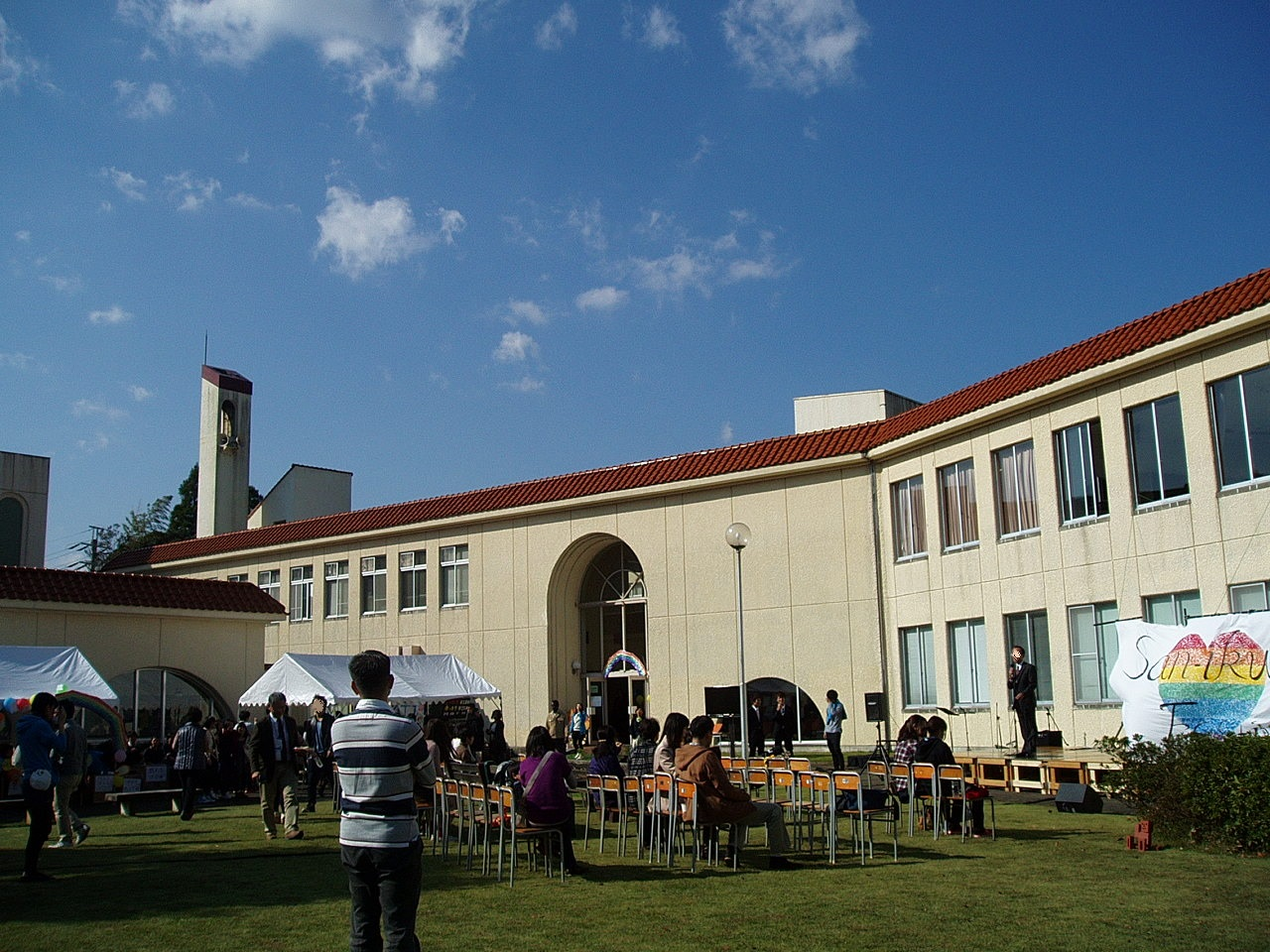
1号館（右）

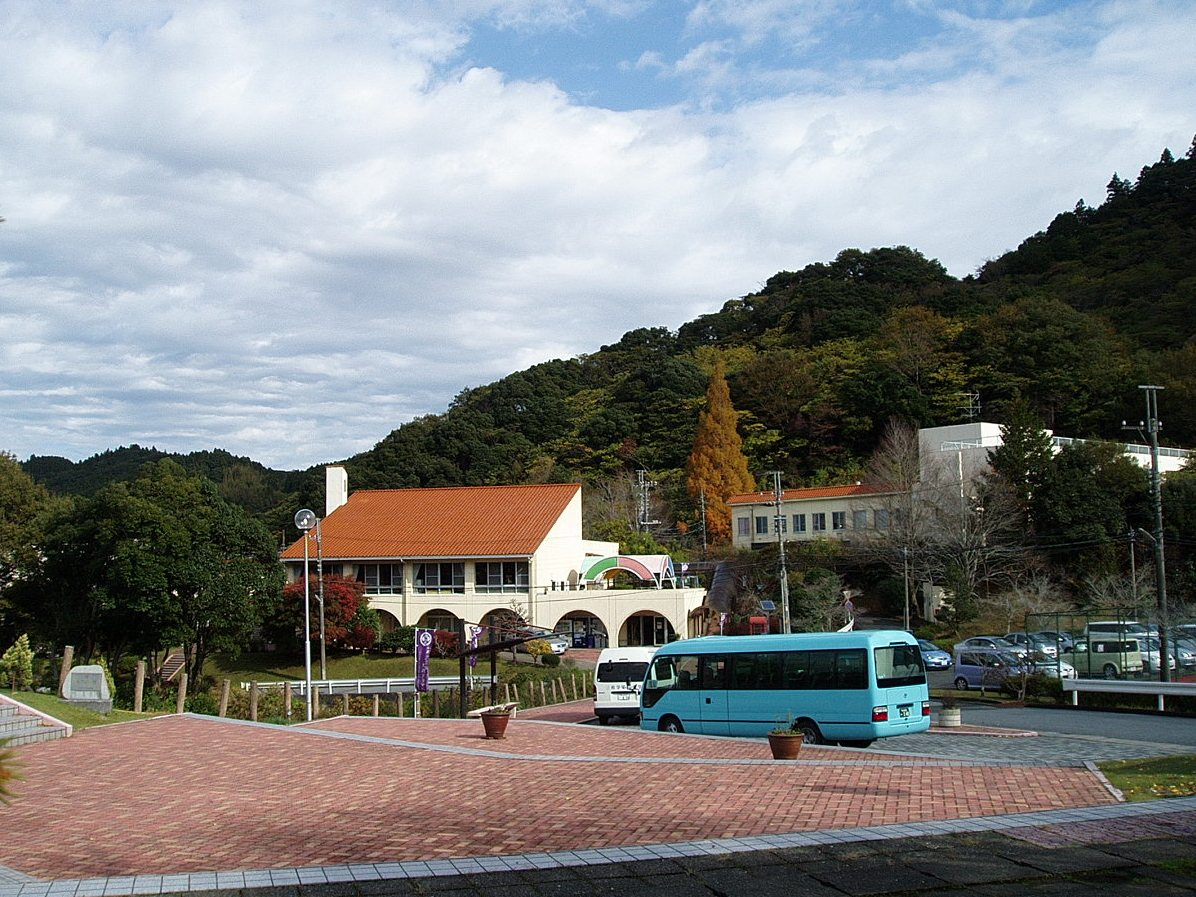
食堂（左）とミルテ寮（右）

- 本部棟
- 1号館
- 2号館
- 3号館
- グレンジャー記念講堂
- 深沢記念図書館
- 学生食堂
- テニスコート
- グラウンド

### 寮
- 三育学院短期大学の寮は2つあり、男子寮が「カレッジ・ホール」、女子寮が「スミルナ寮」・「ミルテ寮」となっていた。

## 対外関係

### 他大学との協定
- 放送大学[64]
- ワラワラ大学（英語版）
- アンドリューズ大学（英語版）
- ロマリンダ大学（英語版）ほか

## 卒業後の進路について

### 編入学・進学実績
- 英語コミュニケーション学科：筑波大学・宇都宮大学・茨城キリスト教大学・清和大学・城西国際大学・青山学院大学・共立女子大学・東京理科大学・ルーテル学院大学・関東学院大学・横浜商科大学・桃山学院大学ほか
- 看護学科：北海道医療大学・山形大学・淑徳大学・聖路加看護大学・群馬大学医療技術短期大学部、東京都立医療技術短期大学・神奈川県立衛生短期大学・聖マリア学院短期大学の各専攻科ほか。